# Epinephelus labriformis
Epinephelus labriformis е вид бодлоперка от семейство Serranidae. Видът не е застрашен от изчезване.

## Разпространение и местообитание
Разпространен е в Гваделупа, Еквадор, Колумбия, Коста Рика, Мексико, Никарагуа, Панама, Перу, Салвадор, САЩ и Хондурас.
Обитава крайбрежията и скалистите дъна на морета, заливи и рифове в райони с тропически, умерен и субтропичен климат. Среща се на дълбочина от 0,2 до 120 m, при температура на водата от 23,2 до 27,7 °C и соленост 32,9 – 35 ‰.

## Описание
На дължина достигат до 60 cm.
Популацията на вида е намаляваща.